# Коарктација аорте
Коарктација аорте (акроним КоА) је патолошко сужење аорте на месту преласка аортног лука у нисходну аорту, најчешће после издвајања леве подкључне артерије. На овом месту се и физиолошки налази сужење аорте, тако да је њен пречник у сужењу око 20 mm. Код коарктације аорте је пречник још мањи, свега око 3-5 mm. Патолошко сужење аорте је у облику набора и налази се на задњем заду насупрот дуктусу артериозусу.

## Епидемиологија
Коарктација аорте је чест дефект и јавља се код 6-8% пацијената са урођеним срчаним обољењима. Међутим, коарктација се чешће може наћи код новорођенчади која имају симптоме уназад годину дана.
Сматра се да је преваленција коарктације аорте нижа (< 2%) у азијским земљама него у европским и северноамеричким земљама.

## Патогенеза
Тачан механизам којим се ствара коарктација аорте није јасно схваћен. Хипотезе које се најчешће позивају укључују хемодинамске и теорије ектопичног дукталног ткива. У теорији хемодинамике, сматра се да је абнормални преддуктални ток или абнормални угао између дуктуса и аорте који повећава дуктални проток здесна налево и смањује истмички проток и потенцира развој коарктације. Постнаталним спонтаним затварањем дуктус артериозуса завршава се развој опструкције аорте.
Висока инциденца коарктације аорте код пацијената са урођеним срчаним манама са смањеним антеградним протоком аорте ин утеро и виртуелним одсуством ЦоА код пацијената са опструкцијама десног срца даје веродостојност хемодинамској теорији. Абнормално проширење дукталног ткива у аорту (ектопично дуктално ткиво).   је претпоставља се да ствара коарктациону основу и, са затварањем дуктуса, развиј се аортна опструкција. Ова теорија, међутим, не објашњава променљиве степене хипоплазије истмуса и лука аорте повезане са коарктацијом аорте.

## Подела
Постоји дечја форма и форма код одраслих (адултна форма). Од великог је значаја не само за поделу, већ и за преживљавање је положај сужења у односу на дуктус артериозус.
Дечја форма
Сужење лежи директно насупрот и мало изнад дуктуса артериозуса. Често је повезана са Тарнеровим синдромом. Како дуктус аретриозус пренатално повезује плућну артерију са аортом, а крв се креће из плућне артерије у аорту. У случају сужења аорте, њен део испод сужења се највећим делом снабдева крвљу управо преко дуктуса. Ово снабдевање је пренатално (пре рођена) сасвим задовољавајуће, тако да се нови, колатерални крвни судови аорте који би могли да премосте њено сужење не развијају. Проблеми настају после рођења, када се у највећем броју случајева затвара дуктус артериозус, па због сужења и прекида свог главног снабдевача, део аорте испод стенозе (сужења) прима врло мало крви. Може се јавити и кардиогени шок, инсуфицијенција срца...
Адултна форма
Сужење аорте лежи испод дуктуса артериозуса. Услед тога се јавља смањено снабдевање крвљу дела аорте испод сужења (и поред тога што део крви протиче пренатално преко дуктуса, јер се сужење испод њега) што подстиче развој, заобилазних, колатералних крвних судова, којима се обилази сужење.

## Клиничка слика
У делу аорте изнад сужења је крвни притиск висок, док је испод сужења низак. Како горњи део аорте (изнад сужења) снабдева крвљу горње екстремитете и главу на овим деловима тела је притисак висок, док је на дољим екстремитетима низак. Развија се и колатерална цркулација, којим се обилази сужење. Најчешће су то артерија мамарија (лат. a. mammaria) и међуребарне артерије (лат. aa. intercostales).
Повећан крвни притисак (хипертензија) у горњој половини тела изазива главобољу, несвестицу, крварење из носа, пулсирање. Особе су због развијене горње половине тела псеудоатлетски грађене. У доњим екстремитетима јавља се слабост, болови у току напора (клаудикацио интермитенс-лат. claudicatio intermitens). Такође је и снабдевање унутрашњих органа доње половине тела као нпр. бубрега, јетре... смањено.
Притисак крви је на доњим екстремитетима код ове болести доста мањи него на горњим (може бити чак и за 80 mm Hg мањи него на горњим екстремитетима). Може доћи и до разлике у притиску између десне и леве руке, ако се сужење јавља пре издвајања леве потклључне артерије, која снабдева леву руку крвљу. Стопала су хладна, а руке топле. Чује се и систолни шум срца и са задње стране тела између лопатица. Услед притиска поменуте колатералне циркулације међуребарних артерија могу се јавити и усеци на доњим странама ребра.
Сужење се може кориговати операцијом или дилатацијом (проширењем) помоћу балона.

## Дијагноза
Као и код анамнезе, физички преглед може успешно да раздвоји пацијенте у две групе: оне који рано имају срчану инсуфицијенцију и оне који касније имају хипертензију.

### Рана презантација
Може се открити да новорођенчад има тахипнеју, тахикардију и појачан рад дисања, а може чак и да умире од шока. Кључеви за дијагнозу укључују одступања  крвног притиска (БП) између горњих и доњих екстремитета и смањене или одсутне пулсеве на доњим екстремитетима при палпацији. Међутим, када је новорођенче у тешкој срчаној инсуфицијенцији, сви пулсеви су смањени. Након лечења срчане инсуфицијенције, могу се уочити изражени брахијални пулс са слабим или непалпабилним пулсима феморалних артерија. Смањење пулса при прегледу никада не треба занемарити, пошто цифре вреднују брзину промене крвног притиска, који може бити смањен у дуктално зависној коарктацији, иако измерени крвни притисак можда неће показати одступања. Код пацијената са аберантним пореклом десне подкључне артерије од аорте дистално до опструкције,
Диференцијална цијаноза (ружичасти горњи екстремитети са цијанотичним доњим екстремитетима) може се јавити када шант здесна налево преко отвореног дуктус артериозуса обезбеди проток у доњи део тела. Иако често није очигледна за око, диференцијална цијаноза се може документовати на основу мерења предукталне и постдукталне пулсне оксиметрије и пажљивог прегледа. Међутим, у присуству лезија са великим шантом лево-десно (нпр. ВСД), сатурације плућне артерије могу бити приближне засићености аорте са мање очигледним диференцијалним оксиметријским налазима. Обрнута диференцијална цијаноза (цијаноза горњег дела тела са нормалном засићеношћу кисеоником у доњем делу тела) може се јавити са транспозицијом великих артерија, отвореним артериозним дуктусом и плућном хипертензијом, што доводи до дукталног ранжирања здесна налево.
Код пацијената са ниским минутним волуменом срца и вентрикуларном дисфункцијом, пулс може бити дифузно смањен, а градијенти крвног притиска могу изгледати минимални. Дакле, поред коарктације, диференцијална дијагноза перинаталне циркулаторне инсуфицијенције увек укључује опструкцију одлива леве коморе (ЛВ), укључујући стенозу аортног залистка , субаорталну стенозу и суправалварну аорталну стенозу , као и тешку митралну стенозу или инсуфицијенцију.
Шум повезан са коарктацијом аорте може бити неспецифичан, али је обично систолни шум у левом инфраклавикуларном подручју и испод леве лопатице. Додатни шумови који настају услед присуства повезаних абнормалности, као што су ВСД или стеноза аортног залистка, такође се могу открити. Клик при избацивању може значити присуство бикуспидног аортног залистка, док ритам галопа може указивати на вентрикуларну дисфункцију.

### Касна презентација
Старија одојчад и деца могу се упутити на процену хипертензије или шумова. Хипертензија код одојчади или детета може се приписати узнемирености; стога је важно поређење измереног крвног притиска на сва 4 екстремитета. Понекад је притисак леве руке нижи од притиска десне руке ако је порекло леве подкључне артерије укључено у коарктацију. Слично, аномално порекло десне подкључне артерије (испод нивоа коарктације) може изазвати смањен или одсутан пулс десне брахијалне артерије. Пажљива истовремена палпација пулса горњих и доњих екстремитета може помоћи у потврђивању сумње на коарктацију.
Код старије деце, адолесцената и одраслих, коарктација аорте се најбоље дијагностикује клинички на основу истовремене палпације феморалног и брахијалног пулса. Мора се одредити крвни притисак у обе руке и на једној нози; разлика притиска већа од 20 мм Хг у корист руку може се сматрати доказом коарктације аорте.
Шум у левој инфраклавикуларној области и испод леве лопатице може бити систолни, али шум такође може звучати континуирано у присуству више колатералних судова или, повремено, тешке коарктације. Клик при избацивању може се чути када су присутни бикуспидни аортни залистци и шум аортне стенозе или инсуфицијенције. Слично, може се јавити и шум митралне стенозе или опструкције изливног тракта леве коморе. Ритам галопа може се јавити у присуству хипертрофичне неусаглаше  леве коморе.
Други налази при физичком прегледу могу укључивати абнормалности крвних судова у ретини и истакнуту пулсацију супрастерналног зареза. Узбуђење може бити присутно у супрастерналном зарезу или на прекордијуму у присуству значајне стенозе аортног залистка. У ретким случајевима абдоминалне коарктације, може се приметити абдоминални подлив.

## Диференцијалнa дијагнозa
У диференцијалној дијагнози треба имати у виду следећа стања и болести:
- Конгенитална хиперплазија надбубрежне жлезде
- Дилатирана кардиомиопатија
- Ендокардна фиброеластоза
- Хипертензија
- Хипертрофична кардиомиопатија
- Педијатријска надбубрежна инсуфицијенција (Адисонова болест)
- Педијатријски хипопластични синдром левог срца
- Педијатријска сепса
- Педијатријска  стеноза аортне валвуле
- Педијатријски вирусни миокардитис
- Шок
- Траума са дисекцијом аорте

## Терапија
Лечење може бити конзервативно ако је пацијент асимптоматски, али се препоручује хируршка интервенција када сужење аорте изазива хипертензију. 
У неким случајевима, ангиопластика се може урадити да би се артерија проширила. Хируршка реконструкција или замена суженог подручја ефикаснија је код млађих него код старијих пацијената.

### Лекови
- Простагландин Е1 се користи код новорођенчади за отварање дуктуса и постизање побољшане хемодинамске стабилности када је пацијент у акутној фази.
- Диуретици и инотропи се користе за лечење конгестивне срчане инсуфицијенције која подједнако погађа новорођенчад и одрасле.
- Бета-блокатори се користе за лечење хипертензије код одраслих пре физичке корекције коарктације, а могу се користити и након тога за упорну хипертензију.
- Инхибитори ангиотензин-конвертујућег ензима (АЦЕ) и антагонисти ангиотензина-2 могу се користити заједно са бета-блокаторима за лечење посткорекционе хипертензије ако се елиминише опструкција лука аорте.
- Пацијенти су изложени ризику од инфективног ендокардитиса и ниво ризика је повећан ако је коарктација повезана са другим стањима (на пример, бикуспидни аортни залистак).

### Операција или балон ангиопластика
Ангиопластика, са или без стентирања, може се користити за корекцију коарктације. Одлука о томе коју технику ће се користити зависиће од тежине коарктације, свих повезаних абнормалности и акутности презентације.
Једно мало рандомизовано контролисано испитивање пријавило је смањење од 86% у вршном градијенту систолног притиска и у групи која је примала балон ангиопластику. Нерандомизована студија која је упоређивала балон ангиопластику са и без постављања стента пријавила је статистички значајно смањење вршног систолног градијента од 83% у групи која је примала само ангиопластику и 96% у групи са ангиопластиком са стентом (п <0,001).

## Прогноза
Ако се не лечи, 60–90% новорођенчади са симптомима ће умрети у првој години живота. Од пацијената са коарктацијом који преживе:
- прве две године, 25% умире пре двадесете,
- 50% пре 30. године,
- 75% пре 43. године,
- 90% пре 55. године.

За оперисане пацијенте прогноза је добра, али лошија него у општој популацији. Подаци са клинике Мејо о пацијентима оперисаним између 1946. и 1981. показују:
- 91% преживљавања након 10 година,
- 84% након 20 година
- 72% након 30 година.

За пацијенте оперисане пре 14. године, преживљавање је 20 година након операције износило 91%. Тајминг операције је био најјачи предиктор доброг исхода.
Данска студија пацијената из истог периода показује приближно исти морталитет.
Новије хируршке методе могу пружити бољу прогнозу, али то није документовано.
Особе које су имале коарктацију аорте морају се доживотно пратити, како у погледу крвног притиска, тако и у погледу ризика од новог сужења, као најчешће компликације и померање (анеуризма) на месту операције.

## Галерија
- Интраоперативна слика дисековане коарктације аорте са анеуризматичним променама у интеркосталним артеријама
- Дијаграм коарктације аорте са индикацијом ресекција стенозе
- Интраоперативна слика коарктације аорте након уклањања стенозе
- Коарктација аорте - анастомоза од краја до краја
- Коарктација аорте коришћењем различитих техника снимања. А. Стеноза аорте око превлаке (стрелица). Б. 3Д слика са компјутеризоване томографије са контрастом која показује благо сужење у пределу металног стента (стрелица), након проширења коарктације – балон ангиопластика. Ц. 3Д МРТ слика са појачаним контрастом која приказује коарктацију са бајпасом (стрелица) који заобилази коарктацију. Д. Слика која приказује велику псеудоанеуризму (врх стрелице) након претходне поправке фластером.